# جون كرفت
جون كرفت (بالإنجليزية: Jon Kreft)‏ مواليد 21 أكتوبر 1986 في كورال سبرنغز، هو لاعب كرة سلة محترف أمريكي بدأ مسيرته الاحترافية في سنة 2012. يبلغ طوله 7 قدم 0 بوصة (2.1 م). يلعب في دوري كرة السلة التايلندي. لعب كرة السلة الجامعية في كلية شيبولا.